# Neocapsus cuneatus
Neocapsus cuneatus är en insektsart som beskrevs av William Lucas Distant 1893. Neocapsus cuneatus ingår i släktet Neocapsus och familjen ängsskinnbaggar. Inga underarter finns listade i Catalogue of Life.